# Fuku Shidōin
Fuku Shidōin (jap. 副指導員) ist eine japanische Anrede, die vor allem im Budō gebräuchlich ist.

## Bedeutung
Das Wort bedeutet „Assistierender Leiter“, „Assistierender Ausbilder“ bzw. „Stellvertreter des Lehrers“ und wird für gewöhnlich gebraucht, um einen offiziellen, kaum erfahrenen Lehrer oder Lehrer in Ausbildung innerhalb einer Institution zu kennzeichnen.

## Herkunft
Fuku (副) wird als Suffix vor den Titel gesetzt und bedeutet Stellvertretender-, Hilfs-, Neben- oder Vize-.
Das Wort Shidōin (指導員) wird von Shidō (suru) (指導 (する)) hergeleitet. Es setzt sich zusammen aus den Kanji yubi (指), was als Substantiv Finger und als Verb sasu (指す) zeigen bedeutet. Michibiku (導く) heißt führen. 

## Verwendung
Es ist der niedrigste von drei Ehrentiteln. Die Stufe über Fuku Shidōin ist der des Shidōin, was einen Lehrer oder Ausbilder bezeichnet. Die oberste Stufe ist die des Shihan, die sehr erfahrene Lehrer tragen.
Verschiedene Budō und Verbände haben unterschiedliche Voraussetzungen für den Gebrauch dieser Anrede; im Allgemeinen bezieht sie sich jedoch auf den 2. oder 3. Dan. Diese Anredeformen sind jedoch häufig losgelöst von den Dan-Graden und um einiges spezifischer als das allgemeinere „Sensei“.
Die Anreden Fuku Shidōin, Shidōin und Shihan sind in etwa gleichzusetzen mit den Anreden Renshi, Kyoshi und Hanshi, welche häufig in anderen Budō verwendet werden.